# Datapantbrev
De flesta pantbrev har lagts om till så kallat datapantbrev. Det innebär att pantbreven numera hanteras elektroniskt och förvaras i dataformat hos Lantmäteriverket i Gävle.
Det går att begära utdrag från registret, om man är registrerad ägare till en fastighet eller om man har fullmakt från denne. Lantmäteriets webbplats innehåller mer info om detta.